# Onthophagus tiniocelloides
Onthophagus tiniocelloides é uma espécie de inseto do género Onthophagus, família Scarabaeidae, ordem Coleoptera.
Foi descrita cientificamente por Boucomont em 1925.